# Crocifisso di Salò
Il Crocifisso di Salò è un'opera in legno policromo attribuibile a Paolo Moerich  databile 1458-1459 e conservato nel Duomo di Salò.